# Sinazongwe (Sambia)
Sinazongwe ist 

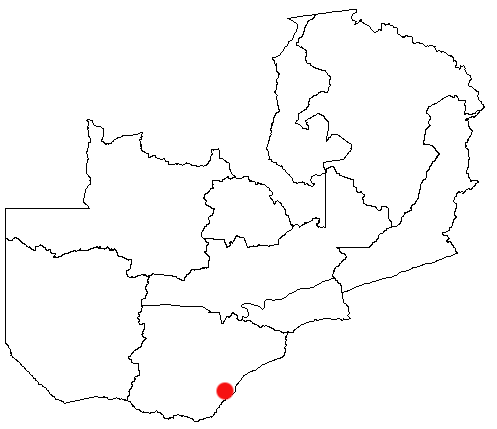
Lage von Sinazongwe in Sambia

eine kleine Stadt mit 15.191 Einwohnern (2022) am Karibastausee in der Südprovinz in Sambia. Sie liegt etwa 500 Meter über dem Meeresspiegel und ist Sitz der Verwaltung des gleichnamigen Distrikts.

## Beschreibung
Sinazongwe ist neben Siavonga der zweite nennenswerte Ort am Karibasee. Sinazonhwe ist eine typische sambische Kleinstadt mit Verwaltung für das Gebiet des südlichen Sees, dessen Bürger hauptsächlich vom Fischen leben. Kapenta, die Tanganjikasee-Sardine, ist die häufigste hier verarbeitete Art. Es gibt ein paar kleine Restaurants, ein kleines Krankenhaus und ein Gästehaus. Die Post liegt ein paar Kilometer weiter in Sinazese.
Sinazongwe wurde nach dem Fluten des Stausees eine Hafenstadt und hatte den einzigen Leuchtturm am See. Das hat sich jedoch nicht weiter entwickelt. Es kommen durchaus Touristen, jedoch meist nur, um in die Haus- und Safariboote zu steigen oder um zur Lodge auf der 17 Kilometer entfernten Insel Chete auf simbabwischer Seite zu fahren. Neuerdings wird ein Resort mit Chalets gebaut. Es gibt eine ungeteerte Flugpiste.
Mit Projektmitteln wurde eine Schule gebaut und ein Brunnen gebohrt. Ab 1986 gab es eine 2500 Hektar große Baumwoll- und Weizenfarm am Seeufer, die aber in Konkurs ging.